# Клітинна нейронаука

Схема нейрону

Клітинна нейронаука — це розділ нейронауки, що займається вивченням нейронів на клітинному рівні — морфологію та фізіологічні властивості окремих нейронів. 
В клітинній нейронауці використовуються для вивчення активності на клітинному рівні такі техніки та методи: внутрішньоклітинний запис напруги, patch-clamp та методика фіксації напруги, фармакологія, конфокальна візуалізація, молекулярна біологія, двофотонна лазерна скануюча мікроскопія, Ca 2+ візуалізація. 

## Предмет
Клітинна нейронаука це галузь нейронауки, яка вивчає нервову систему на клітинному рівні. Клітинна нейронаука тісно пов'язана з молекулярноб нейронаукою, що вивчає нервову систему на рівні молекул, та системною нейронаукою, що вивчає нервову систему на рівні нейронних мереж та систем. Клітинна нейронаука також дружня з близькими дисциплінами, такими як нейрохімія, нейроінформатика, нейрогенетика, нейроінженерія та інженерія нервової тканини, а також з такими науками, як біофізика, біохімія, генетика й епігенетика, біоінженерія (генна, клітинна, тканинна),та молекулярна, клітинна й системна біологія.
Клітинна нейронаука вивчає:
- Розвиток нейронів і морфологія: вивчення фізичної структури та форми нейронів, а також того, як нейрони формуються (див. Нейрогенез) та встановлюють свої зв’язки під час ембріонального та постнатального розвитку.
- Синаптична передача та синаптична пластичність: активність, властивості та регуляція мембранних струмів, вивчення механізмів передачі хімічних та електричних сигналів між нейронами, включаючи вивільнення та поглинання нейромедіаторів, а також клітинні та молекулярні механізми, що лежать в основі змін у функції та зв’язку нейронів, які відбуваються під час навчання та пам’яті.
- Нейроглія: вивчення функцій гліальних клітин, включаючи астроцити та мікроглію, у розвитку нейронів, функції та захворюваннях.
- Протеоміка: Дослідження експресії, модифікації та взаємодії білків у нервовій системі, включаючи їхню роль у передачі нейронних сигналів, синаптичній пластичності та нейродегенерації.
- Нейромодуляція: вивчення того, як нейромодулюючі системи, такі як дофамінергічні та серотонінергічні системи, впливають на функцію та поведінку нейронів.
- Нейродегенерація та нейрогенез: дослідження клітинних і молекулярних механізмів, що лежать в основі дегенерації нейронів при нейродегенеративних захворюваннях, таких як хвороба Альцгеймера і Паркінсона.
- Нейроімунологія: дослідження взаємодій між нервовою та імунною системами, включаючи роль імунних клітин у нейрозапаленні та нейродегенерації.
- Іонні канали: Вивчення функції та регуляції іонних каналів, які є важливими для передачі нейронних сигналів.
- Генетика, епігенетика, генотерапія та редагування генома: дослідження ролі генів, епігенетичних модифікацій та генетичної терапії в розвитку, функціонуванні та захворюваннях нервової системи, включаючи використання методів редагування геному для модифікації генів, пов’язаних із неврологічними розладами.
- Нейрофармакологія: вивчення впливу ліків та інших сполук на функцію та поведінку нейронів.
- Нейронні ланцюги, мережі: Дослідження організації та функціонування мереж нейронів, які лежать в основі певної поведінки та когнітивних функцій,
- Нейроінформатика та нейрокібернетика: клітинна нейронаука співпрацює з цими науковими дисциплінами, в дослідженні того, як нейрони обробляють та інтегрують інформацію.

## Нейрони та гліальні клітини
Нейрони — це клітини, які спеціалізуються на прийомі, поширенні та передачі електрохімічних імпульсів. Тільки в людському мозку налічується понад вісімдесят мільярдів нейронів. Нейрони різноманітні за морфологією та функціями. Типовий мотонейрон має тіло нейрона з довгими мієліновими відростками аксонами та з багатьма короткими вхідними відростками дендритами, які утворюють синапси, проводять потенціали дії та формують нейронні ланцюги і мережі мозку. Деякі нейрони, такі як фоторецепторні клітини, наприклад, не мають мієлінізованих аксонів, які проводять потенціали дії. Інші уніполярні нейрони, знайдені у безхребетних, навіть не мають дендритів.
Іншим основним класом клітин нервової системи та мозку є гліальні клітини. Ці клітини беруть участь не лише в живленні та підтримці нейронів, а й у модулюванні синапсів. Наприклад, клітини Шванна, які є типом гліальних клітин периферичної нервової системи, модулюють синаптичні зв’язки між пресинаптичними закінченнями кінцевих пластин рухових нейронів і м’язовими волокнами в нервово-м’язових з’єднаннях.

## Фізіологія нейронів
Однією з визначних характеристик багатьох нейронів є збудливість. Нейрони генерують електричні імпульси або зміни напруги двох типів: градуйовані потенціали та потенціали дії.
- Градуйовані потенціали виникають, коли мембранний потенціал деполяризується та гіперполяризується поступовим градуйованим чином відносно кількості стимулу, який застосовується до нейрона.

- Потенціал дії — це електричний імпульс. Незважаючи на те, що вони повільніші за градуйовані потенціали, потенціали дії мають перевагу в тому, що вони проходять великі відстані в аксонах з невеликим декрементом або без нього.

Значна частина сучасних знань про потенціали дії походить від експериментів сера Алана Ллойда Ходжкіна та сера Ендрю Хакслі з аксонами кальмарів.

## Потенціал дії
Модель Ходжкіна-Хакслі потенціалу дії в гігантському аксоні кальмара була основою для більшої частини поточного розуміння іонних основ потенціалів дії. Коротко, модель стверджує, що генерація потенціалу дії визначається двома іонами: Na+ і K+. Після кількох локальних ступінчастих деполяризацій мембранного потенціалу досягається поріг збудження, активуються потенціалзалежні натрієві канали, що призводить до припливу іонів Na+. Коли іони Na+ потрапляють у клітину, мембранний потенціал ще більше деполяризується, і активується більше напругозалежних натрієвих каналів. Такий процес також відомий як петля позитивного зворотного зв'язку. Коли наростаюча фаза досягає свого піку, напругозалежні канали Na+ інактивуються, тоді як напругозалежні K+ канали активуються, що призводить до чистого руху іонів K+ назовні, що повторно поляризує мембранний потенціал до потенціалу спокою мембрани. Реполяризація мембранного потенціалу продовжується, що призводить до фази проміжку або абсолютного рефрактерного періоду. У міру дезактивації більшої кількості керованих напругою K+ каналів мембранний потенціал відновлюється до нормального стаціонарного стану спокою.
Потенціал дії можна розділити на кілька послідовних фаз: 
1. Фаза спокою. Вона представлена потенціалом спокою.
2. Фаза деполяризації (висхідна фаза). Це дуже швидка  (0,1 мс) зміна мембранного потенціалу від –90 мВ до + 35 мВ.
3. Фаза реполяризації (низхідна фаза). Це фаза відновлення негативного заряду на внутрішній поверхні мембрани. Її тривалість значно перевищує  тривалість фази деполяризації.
4. Фаза слідових потенціалів. Після завершення ПД мембранний потенціал ще деякий час відхиляється від рівня ПС. Розрізняють слідову деполяризацію та слідову гіперполяризацію. Амплітуда слідових потенціалів ніколи не перевищує 15-20% ПД.

## Синапси

Ілюстрація основних елементів у прототипному синапсі. Синапси - це щілини між нервовими клітинами. Ці клітини перетворюють свої електричні імпульси в сплески нейрохімічних ретрансляторів, які називаються нейромедіаторами, які переміщуються через синапси до рецепторів на дендритах сусідніх клітин, тим самим запускаючи подальші електричні імпульси, що рухаються до останніх клітин.

Нейрони спілкуються один з одним через синапси. Синапси — це спеціалізовані з’єднання двох клітин, розташованих близько одна до одної. У синапсі нейрон, який посилає сигнал, є пресинаптичним нейроном, а клітина-мішень отримує цей сигнал — постсинаптичний нейрон (або м'яз, клітина залози тощо). 
Синапси можуть бути електричними або хімічними:
- Електричні синапси характеризуються утворенням щілинних з’єднань, які дозволяють іонам та іншим органічним сполукам миттєво переходити з однієї клітини в іншу.
- Хімічні синапси характеризуються пресинаптичним вивільненням нейромедіаторів, які дифундують через синаптичну щілину для зв’язування з постсинаптичними рецепторами.

Хоча хімічні синапси вважаються структурно складнішими та функціонально динамічнішими, ніж електричні синапси, нові докази вказують на те, що електричні синапси можуть бути так само складними, функціонально різноманітними та легко модифікованими.

## Передача сигналів
Нейромедіатор — це хімічний месенджер (див. Нейрохімія), який синтезується в самих нейронах і вивільняється цими самими нейронами для зв’язку зі своїми постсинаптичними клітинами-мішенями. Рецептор — це трансмембранна білкова молекула, яку зв’язує нейромедіатор або лікарський засіб. 
Після синтезу нейромедіатори упаковуються і зберігаються у везикулах — синаптичний пухирцях. Ці везикули об’єднані в кінцеві бутони пресинаптичного нейрона. Коли відбувається зміна напруги в кінцевому бутоні, активуються напругозалежні кальцієві канали, вбудовані в мембрани цих бутонів. Вони дозволяють іонам Ca2+ дифундувати через ці канали та зв’язуватися із синаптичними везикулами в кінцевих бутонах. Після зв’язування з Ca2+ везикули приєднуються до пресинаптичної мембрани та зливаються з нею, вивільняючи нейромедіатори в синаптичну щілину за допомогою процесу, відомого як екзоцитоз. 
Потім нейротрансмітери дифундують через синаптичну щілину і зв’язуються з постсинаптичними рецепторами, вбудованими в постсинаптичну мембрану іншого нейрона. Існує два сімейства рецепторів: іонотропні та метаботропні рецептори. 

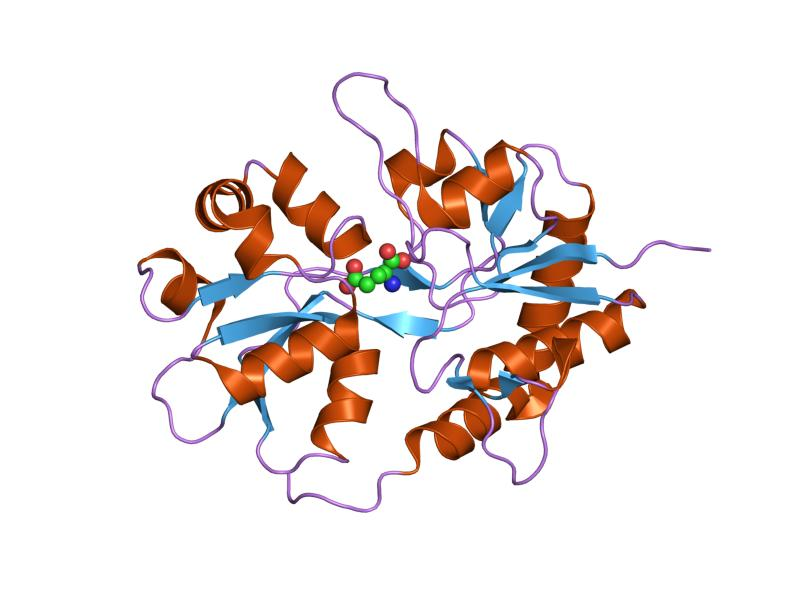
Іонотропний глутаматний рецептор

- Іонотропний глутаматний рецепторІонотропні рецептори являють собою комбінацію рецептора та іонного каналу. Коли іонотропні рецептори активуються, певні види іонів, такі як Na +, потрапляють у постсинаптичний нейрон, що деполяризує постсинаптичну мембрану. Якщо активується більше однотипних постсинаптичних рецепторів, то більше Na + проникне в постсинаптичну мембрану і деполяризує клітину.
- Метаботропні рецептори, з іншого боку, активують каскадні системи вторинних посередників, що призводить до відкриття іонного каналу, розташованого в іншому місці на тій самій постсинаптичній мембрані. Хоча метаботропні рецептори повільніші, ніж іонотропні рецептори, які функціонують як перемикачі вмикання та вимикання, вони мають перевагу у зміні чутливості клітини до іонів та інших метаболітів, наприклад, гамма-аміномасляна кислота (гальмівний передавач), глутамінова кислота (збуджуючий передавач), дофамін, норадреналін, адреналін, меланін, серотонін, мелатонін, ендорфіни, динорфіни, ноцицептин, речовина P та інші.

Постсинаптичні деполяризації можуть передавати збудливі або гальмівні нейромедіатори. Ті, які вивільняють збуджуючі везикули, називають збуджуючим постсинаптичним потенціалом (ЗПСП). Крім того, гальмівні везикули стимулюють постсинаптичні рецептори, щоб дозволити іонам Cl- увійти в клітину або іонам K+ залишити клітину, що призводить до гальмівного постсинаптичного потенціалу (ГПСП). Якщо ЗПСП є домінуючим, поріг збудження в постсинаптичному нейроні може бути досягнутий, що призведе до генерації потенціалу дії в нейроні (нейронах) та у постсинаптичного до нього нейронах, поширюючи сигнал.

## Синаптична пластичність
Синаптична пластичність — це процес, за якого сила синаптичних зв'язків змінюється. Він лежить в основі нейропластичності — здатності мозкових ланцюгів та мереж змінюватись протягом життя.

## Дивись також
- | Клітинна нейронаука               |
| Клітинна нейронаука у Вікісховищі |Потенціал дії
- Клітинна біологія
- Клітинна сигналізація
- Молекулярна нейронаука
- Системна нейронаука

### Книги
- Principles of neural science (4th ed.). / Kandel, E. R., Schwartz, J. H., & Jessell, T. M. (2000). — McGraw-Hill, Health Professions Division.
- From Molecules to Networks An Introduction to Cellular and Molecular Neuroscience. / John H. Byrne, Ruth Heidelberger and M. Neal. (2014). — Academic Press. ISBN 978-0-12-397179-1
- Journey to the Center of the Brain: Cell Physiology and Intercellular Communication In White Matter. / Kukley, Maria; Hamilton-Whitaker, Nicola B, (2022). — Frontiers Media SA. ISBN 978-2-88974-852-5.
- Cellular and Molecular Mechanisms of Synaptic Plasticity at Hippocampal and Cortical Synapses. / De Pasquale, Roberto; Vitureira, Nathalia; Rossi, Francesco Mattia та ін., (2022). — Frontiers Media SA. ISBN 978-2-88976-759-5.
- Biology of Brain Disorders – Cellular substrates for disrupted synaptic function and experience-dependent plasticity. / Tropea, Daniela; Banerjee, Abhishek; Scimemi, Annalisa, (2022). — Frontiers Media SA. ISBN 978-2-8325-0072-9.
- Cell-Cell Interactions Controlling Cerebral Microvasculature under Physiological and Pathophysiological Conditions / Jin, Xinchun; Atochin, Dmitriy N; Chang, Junlei; Liu, Wenlan; Xiong, Xiaoxing, (2022). — Frontiers Media SA. ISBN 978-2-88976-451-8.
- Brain Injury and Repair Following Cerebrovascular Diseases: From Bench to Bedside. / Wang, Gaiqing; Hermann, Dirk M; Li, Qifu; Huang, Lei; He, Yue; Shao, Anwen, (2022). — Frontiers Media SA. ISBN 978-2-88976-659-8.
- Advances in CNS Repair, Regeneration, and Neuroplasticity: From Basic Mechanisms to Therapeutic Strategies. / Li, Shuxin; Wu, Junfang; Tedeschi, Andrea, ред. (2022). — Frontiers Media SA. ISBN 978-2-88974-633-0.

### Журнали
- Frontiers in Cellular Neuroscience
- Molecular and Cellular Neuroscience
- Cellular and Molecular Neurobiology
- GLIA